# Leun
Leun è un comune tedesco di 5 813 abitanti, situato nel land dell'Assia.